# Список генерал-резидентов Марокко
В 1911 году завоевание Марокко было начато Третьей Французской республикой после Агадирского кризиса. Хотя само завоевание продолжалось до 1934 года, Фесский договор был подписан 30 марта 1912 года. Согласно договору, большая часть Марокко стала французским протекторатом на срок, продолжавшийся с 1912 года по 1956 год, когда страна восстановила свою независимость.

## Список генерал-резидентов Французского Марокко
Ниже приведён список французских колониальных администраторов, руководивших Французским протекторатом Марокко с 1912 по 1956 год.
| №                                                                           | Портрет | Фамилия                                                           | Срок полномочий       | Срок полномочий       | Срок полномочий | Примечания                                                     |
| №                                                                           | Портрет | Фамилия                                                           | Начало                | Конец                 | Срок            | Примечания                                                     |
| --------------------------------------------------------------------------- | ------- | ----------------------------------------------------------------- | --------------------- | --------------------- | --------------- | -------------------------------------------------------------- |
| 1                                                                           |         | Луи Юбер Гонсальв Лиоте фр. Louis Hubert Gonzalve Lyautey         | 4 августа 1907 года   | 28 апреля 1912 года   | 4 года 268 дней | Военный губернатор                                             |
| 2                                                                           |         | Луи Юбер Гонсальв Лиоте фр. Louis Hubert Gonzalve Lyautey         | 28 апреля 1912 года   | 25 августа 1925 года  | 13 лет 119 дней | Генерал-резидент Франции в Марокко, маршал Франции с 1921 года |
| 3                                                                           |         | Анри Жозеф Эжен Гуро фр. Henri Joseph Eugèn Gouraud               | 13 декабря 1916 года  | 7 апреля 1917 года    | 115 дней        | И. о. генерал-резидента Франции в Марокко при Лиоте            |
| 4                                                                           |         | Теодор Стег фр. Théodore Steeg                                    | 4 октября 1925 года   | 1 января 1929 года    | 3 года 89 дней  | Генерал-резидент Франции в Марокко                             |
| 5                                                                           |         | Люсьен Шарль Ксавье Сен фр. Lucien Charles Xavier Saint           | 2 января 1929 года    | 14 сентября 1933 года | 4 года 255 дней | Генерал-резидент Франции в Марокко                             |
| 6                                                                           |         | Огюст Анри Понсо фр. Auguste Henri Ponsot                         | 14 сентября 1933 года | 22 марта 1936 года    | 2 года 190 дней | Генерал-резидент Франции в Марокко                             |
| 7                                                                           |         | Бернар Марсель Пейрутон фр. Bernard Marcel Peyrouton              | 22 марта 1936 года    | 16 сентября 1936 года | 178 дней        | Генерал-резидент Франции в Марокко                             |
| 8                                                                           |         | Шарль Ногес фр. Charles Noguès                                    | 16 сентября 1936 года | 21 июня 1943 года     | 6 лет 278 дней  | Генерал-резидент Франции в Марокко                             |
| 9                                                                           |         | Габриэль Пюо фр. Gabriel Puaux                                    | 21 июня 1943 года     | 4 марта 1946 года     | 2 года 256 дней | Генерал-резидент Франции в Марокко                             |
| 10                                                                          |         | Эрик Лабон фр. Eirik Labonne                                      | 4 марта 1946 года     | 14 мая 1947 года      | 1 год 71 день   | Генерал-резидент Франции в Марокко                             |
| 11                                                                          |         | Альфонс Пьер Жюэн фр. Alphonse Pierre Juin                        | 14 мая 1947 года      | 28 августа 1951 года  | 4 года 106 дней | Генерал-резидент Франции в Марокко                             |
| 12                                                                          |         | Огюстен Леон Гийом фр. Augustin Léon Guillaume                    | 28 августа 1951 года  | 20 мая 1954 года      | 2 года 265 дней | Генерал-резидент Франции в Марокко                             |
| 13                                                                          |         | Франсис Лакост фр. Francis Lacoste                                | 20 мая 1954 года      | 20 июня 1955 года     | 1 год 31 день   | Генерал-резидент Франции в Марокко                             |
| 14                                                                          |         | Жильбер Ив Эдмон Грандваль фр. Gilbert Yves Édmond Grandval       | 20 июня 1955 года     | 31 августа 1955 года  | 72 дня          | Генерал-резидент Франции в Марокко                             |
| 15                                                                          |         | Пьер Бойер де Латур дю Мулен фр. Pierre Boyer de Latour du Moulin | 31 августа 1955 года  | 9 ноября 1955 года    | 70 дней         | Генерал-резидент Франции в Марокко                             |
| 16                                                                          |         | Андре Луи Дюбуа фр. André Louis Dubois                            | 9 ноября 1955 года    | 2 марта 1956 года     | 114 дней        | Генерал-резидент Франции в Марокко                             |
| 2 марта 1956 года провозглашено независимое государство Королевство Марокко |         |                                                                   |                       |                       |                 |                                                                |